# Radiospongilla cinerea
Radiospongilla cinerea är en svampdjursart som först beskrevs av Carter 1849.  Radiospongilla cinerea ingår i släktet Radiospongilla och familjen Spongillidae. Inga underarter finns listade i Catalogue of Life.